# Gérard Lespinasse
Gérard Lespinasse (Thionville, 30 novembre 1944) è un ex cestista francese.

## Carriera
Con la Francia ha disputato due edizioni dei Campionati europei (1967, 1971).

## Palmarès
- Campionato francese: 3

ASVEL: 1970-71, 1971-72, 1974-75